# یاروسواویتسه (استان اشوی‌داشکسیه)
یاروسواویتسه (به لهستانی: Jarosławice) یک منطقهٔ مسکونی در لهستان است که در گمینا توچنپه واقع شده‌است. یاروسواویتسه ۴۱۰ نفر جمعیت دارد.